# Vulsor
Pour les articles homonymes, voir Quartus (homonymie).
Genre
Vulsor est un genre d'araignées aranéomorphes de la famille des Viridasiidae.

## Distribution
Les espèces de ce genre se rencontrent à Madagascar, aux Comores et au Brésil.

## Liste des espèces
Selon World Spider Catalog (version 24, 07/03/2023) :
- Vulsor bidens Simon, 1889
- Vulsor isaloensis (Ono, 1993)
- Vulsor occidentalis Mello-Leitão, 1922
- Vulsor penicillatus Simon, 1896
- Vulsor septimus Strand, 1907
- Vulsor sextus Strand, 1907

## Systématique et taxinomie
Ce genre a été décrit par Simon en 1889 dans les Drassidae. Il est placé dans les Viridasiidae par Polotow, Carmichael et Griswold  en 2015.
Vulsor quartus Strand, 1907 et Vulsor quintus Strand, 1907 ont été déclarées nomina dubia par Nentwig, Blick, Gloor, Jäger et Kropf en 2020.

## Publication originale
- Simon, 1889 : « Études arachnologiques. 21e Mémoire. XXXI. Descriptions d'espèces et de genres nouveaux de Madagascar et de Mayotte. » Annales de la Société Entomologique de France, sér. 6, vol. 8, p. 223-236 (texte intégral).